# عصر جدید (روزنامه)
روزنامه عصر جدید در ۱۲ ذیقعده سال ۱۳۳۲ هجری قمری (۹ مهر ۱۲۹۳ خورشیدی / ۲ اکتبر ۱۹۱۴ میلادی) به مدیریت عبدالحمید خان (متین السلطنه) در تهران تأسیس و شماره اول آن در مطبعه تهران خیابان لاله‌زار چاپ شد. مندرجات شماره اول آن شامل: یادداشت هفته، نمایندگان دارالشورای ملی، وضعیت بازار تهران، پایتخت دربار همایونی، اطلاعات خارجه، انهدام شهر لوون، محاکمه مادام کایو، آلمانها چگونه وارد بروکسل شدند، سرعت حرکت قشون آلمان و شعبه مطبوعات، کامنتا تألیف جدید هلیگلاند، آخرین اخبار…، بود.
نخستین شماره عصر جدید در سال دوم در ۳ ذیقعده ۱۳۳۳ هجری قمری (۲۰ شهریور ۱۲۹۴ خورشیدی / ۱۲ سپتامبر ۱۹۱۵ میلادی) منتشر شد. روزنامه در مطبعهٔ تهران خیابان لاله زار چاپ می‌شد و به‌صورت سه بار در هفته (شنبه، سه شنبه و پنجشنبه) توزیع می‌گردید.

## محتوا
این روزنامه موضوعات سیاسی و اجتماعی به خصوص تحولات و اخبار مهم جنگ جهانی اول شامل روسیه، آلمان و انگلستان،... را در کنار مسائل سیاسی و اجتماعی داخل کشور منتشر می‌کرد.

## پایان انتشار روزنامه
در سال سوم انتشار عصر جدید، متین السلطنه، مدیر این روزنامه، در دفتر روزنامه به قتل رسید و چاپ روزنامه پس از ۱۳۵ شماره به پایان رسید.